# Webster Aitken
Webster Aitken (Los Angeles, 17 giugno 1908 – Santa Fe, 11 maggio 1981) è stato un pianista e insegnante statunitense.
Partì per l'Europa all'età di 17 anni, dove studiò con Artur Schnabel a Berlino. Il debutto orchestrale avvenne a Vienna nel 1929; tornato negli Stati Uniti, la sua prima esecuzione pubblica avvenne il 17 novembre 1935 al New York Town Hall, e fu accolta favorevolmente dalla critica. Il suo primo importante concerto inglese fu tre anni più tardi, quando, in quattro concerti all'Aeolian Hall, eseguì il ciclo completo delle sonate schubertiane.
Dopo la guerra, Aitken intraprese anche la strada dell'insegnamento. Iniziò anche a promuovere compositori di musica contemporanea, e diede la prima di lavori di Elliott Carter e di Charles Ives.
Nel 1954 si ritirò a vita privata, dedicando molto tempo allo studio di Johann Sebastian Bach.